# La Geneytouse
La Geneytouse é uma comuna francesa na região administrativa da Nova Aquitânia, no departamento de Alto Vienne. Estende-se por uma área de 19,35 km². Em 2010 a comuna tinha 983 habitantes (densidade: 50,8 hab./km²).